# Glass Bowl
Der Glass Bowl (deutsch „Glasschüssel“) ist ein College-Football-Stadion auf dem Campus der University of Toledo in der US-amerikanischen Stadt Toledo im Bundesstaat Ohio. Es ist das Heimspielstätte der Toledo Rockets, der NCAA-College-Footballmannschaft der Universität (Mid-American Conference). Der hufeisenförmige Bau ist für seine Mischung aus alter und moderner Bauweise bekannt, das traditionelle Mauerwerk um das Feld wurde jedoch trotz aller Umbauten beibehalten.

## Geschichte
Die Anlage wurde 1936 unter dem Namen „University Stadium“ als Works-Progress-Administration-Projekt für 335.000 US-Dollar erbaut. Ursprünglich hatte der Glass Bowl nur 8.000 Plätze, welche auf zwei Tribünen aufgeteilt waren. Nach dem Zweiten Weltkrieg wurde die Sportstätte renoviert und erhielt viele Glaselemente. Die Stadt Toledo hat eine lange Tradition bei der Herstellung von Glas. Sie trägt den Spitznamen Glass City und so erhielt das Stadion 1946 den Namen Glass Bowl.
1961 erwarb die University of Toledo eine echte Rakete aus dem Raketenprogramm der United States Army. Die eine Tonne schwere Rakete befindet sich außerhalb des Glass Bowl und zielt auf die 50-Yard-Linie des Stadions der Bowling Green State University, dem Rivalen der Rockets.
1990 wurde das Stadion um mehr als 8.000 Plätze erweitert und renoviert. Der 18,5 Millionen US-Dollar teure Umbau beinhaltete eine dreiteilige Pressekabine, 40 Luxuskabinen, einen Clubraum und ein neues Vereinsbüro. Die Pressekabine ist die zweitgrößte in den Vereinigten Staaten und kann bis zu 50 Personen aufnehmen. 1999 wurde zusätzlich eine Anzeigetafel errichtet.
Die meisten Zuschauer in der Geschichte des Glass Bowl wurden am 27. Oktober 2001 während eines Footballspiels der Toledo Rockets gegen die United States Naval Academy registriert. Die Partie verfolgten 36.852 Zuschauer. Zusätzlich wird der Glass Bowl u. a. für Monstertruck-Rennen, Graduierungsfeiern und Konzerte genutzt. Der Glass Bowl wurde bis 2013 vom späten Frühling bis in den Sommer von den Glassmen, einem ehemaligen Drum Corp, als Trainingsplatz genutzt.
Im März 2016 begann eine Renovierung des Stadions für 3,5 Mio. US-Dollar. Es wurden an der Ostseite u. a. neue Ruheräume, ein Kassenbereich und Eingänge geschaffen. Die Fassade an dieser Seite erhielt ein Auffrischung und auf dem Spielfeld wurde eine neue Kunstrasen-Oberfläche (FieldTurf) verlegt. Bis zum Sommer liefen die Umbauten.
2019 wurde die hölzerne Sponsorentafel auf der Ostseite des Stadions durch ein 180 ft (ca. 55 Meter) langes LED-Message-Board ersetzt.